# Costante Girardengo
Costante Girardengo (Novi Ligure, 18 de març de 1893 - Cassano Spinola, 9 de febrer de 1978) va ser un ciclista italià que fou professional entre els anys 1912 i 1936. Durant aquests anys va aconseguir 87 victòries i fou considerat el primer Campionissimo.
Va passar al ciclisme professional als dinou anys, després de destacar com a amateur. Va tenir una llarga vida professional, que es va veure interrompuda per la Primera Guerra Mundial. La cursa que el va consagrar com a campió va ser el Giro d'Itàlia, que va guanyar en dues ocasions i on va aconseguir 30 triomfs parcials. Només va participar una vegada en el Tour de França, l'any 1914, però després de diverses caigudes es va veure obligat a abandonar. A més, va ser nou vegades campió del seu país en ruta, sis vegades guanyador de la Milà-San Remo i tres vegades vencedor de la Volta a Llombardia.
El 1927 va ser segon en la primera edició del Campionat del Món de ciclisme, celebrat a Nürburgring. Va formar equip amb Alfredo Binda (vencedor), Gaetano Belloni i Domenico Piemontesi. El combinat italià va demostrar un excel·lent treball en equip i va copar les quatre primeres posicions d'aquell primer mundial.
Després de retirar-se del ciclisme professional fou entrenador d'un equip ciclista. Va cedir el seu nom a una marca de motocicletes fabricades entre 1951 i 1954 a Itàlia.

## Palmarès
- 1913
  -  Campió d'Itàlia en ruta
  - Vencedor d'una etapa al Giro d'Itàlia
- 1914
  -  Campió d'Itàlia en ruta
  - 1r a la Milà-Torí
  - 1r a la Roma-Nàpols-Roma
  - Vencedor d'una etapa al Giro d'Itàlia
- 1915
  - 1r a la Milà-Torí
- 1918
  - 1r a la Milà-Sanremo
  - 1r al Giro de l'Emília
- 1919
  -  Campió d'Itàlia en ruta
  -  1r al Giro d'Itàlia i vencedor de 7 etapes
  - 1r a la Milà-Torí
  - 1r a la Volta a Llombardia
  - 1r al Giro del Piemont
  - 1r al Giro de l'Emília
  - 1r a la Milà-Mòdena
  - 1r al Giro de la província de Milà, amb Angelo Gremo
- 1920
  -  Campió d'Itàlia en ruta
  - 1r a la Milà-Torí
  - 1r al Giro del Piemont
  - 1r de la Milà-Mòdena
- 1921
  -  Campió d'Itàlia en ruta
  - 1r a la Milà-Sanremo
  - 1r a la Volta a Llombardia
  - 1r a la Corsa del XX Settembre
  - 1r al Giro de l'Emília
  - 1r a la Gènova-Niça
  - 1r al Giro de la província de Milà, amb Giuseppe Azzini
  - Vencedor de 4 etapes al Giro d'Itàlia
- 1922
  -  Campió d'Itàlia en ruta
  - 1r a la Volta a Llombardia
  - 1r a la Corsa del XX Settembre
  - 1r al Giro de l'Emília
  - 1r al Giro de la Romanya
  - 1r al Tour del llac Léman
  - 1r al Giro de la província de Milà, amb Gaetano Belloni
  - Vencedor d'una etapa al Giro d'Itàlia
- 1923
  -  Campió d'Itàlia en ruta
  -  1r al Giro d'Itàlia i vencedor de 8 etapes
  - 1r a la Milà-Sanremo
  - 1r a la Milà-Torí
  - 1r al Giro de Toscana
  - 1r al Giro del Vèneto
  - 1r a la Corsa del XX Settembre
  - 1r al Giro de la província de Milà, amb Giovanni Brunero
- 1924
  -  Campió d'Itàlia en ruta
  - 1r al Gran Premi Wolber
  - 1r al Giro de Toscana
  - 1r al Giro del Piemont
  - 1r al Giro del Vèneto
  - 1r al Giro de la província de Milà, amb Ottavio Bottechia
- 1925
  -  Campió d'Itàlia en ruta
  - 1r a la Milà-Sanremo
  - 1r al Giro del Vèneto
  - 1r al Giro de l'Emília
  - 1r a la Corsa del XX Settembre
  - 1r al Giro de la província de Milà, amb Ottavio Bottechia
  - Vencedor de 6 etapes al Giro d'Itàlia
- 1926
  - 1r a la Milà-Sanremo
  - 1r al Giro del Vèneto
  - 1r al Giro de la Romanya
  - Vencedor de 2 etapes al Giro d'Itàlia
- 1927
  -  Medalla de plata al Campionat del Món de ciclisme
  - 1r als Sis dies de Milà (amb Alfredo Binda)
- 1928
  - 1r a la Milà-Sanremo
  - 1r de la Milà-Mòdena
  - 1r als Sis dies de Breslau (amb Willy Rieger)
  - 1r als Sis dies de Milà (amb Pietro Linari)
  - 1r als Sis dies de Leipzig (amb Antonio Negrini)

### Resultats al Giro d'Itàlia
- 1913. 6è de la classificació general i vencedor d'una etapa
- 1914. Abandona (5a etapa) i vencedor d'una etapa
- 1919. 1r de la classificació general i vencedor de 7 etapes
- 1920. Abandona (2a etapa)
- 1921. Abandona (5a etapa) i vencedor de 4 etapes
- 1922. Abandona (4a etapa) i vencedor d'una etapa
- 1923. 1r de la classificació general i vencedor de 8 etapes
- 1925. 2n de la classificació general i vencedor de 6 etapes
- 1926. Abandona (7a etapa) i vencedor de 2 etapes
- 1932. Abandona (5a etapa)
- 1933. Abandona (2a etapa)
- 1935. Abandona (4a etapa)
- 1936. Abandona (4a etapa)

### Resultats al Tour de França
- 1914. Abandona (6a etapa)